# Spoorlijn 401 (Polen)

Ligging van spoorlijn 401 in Polen

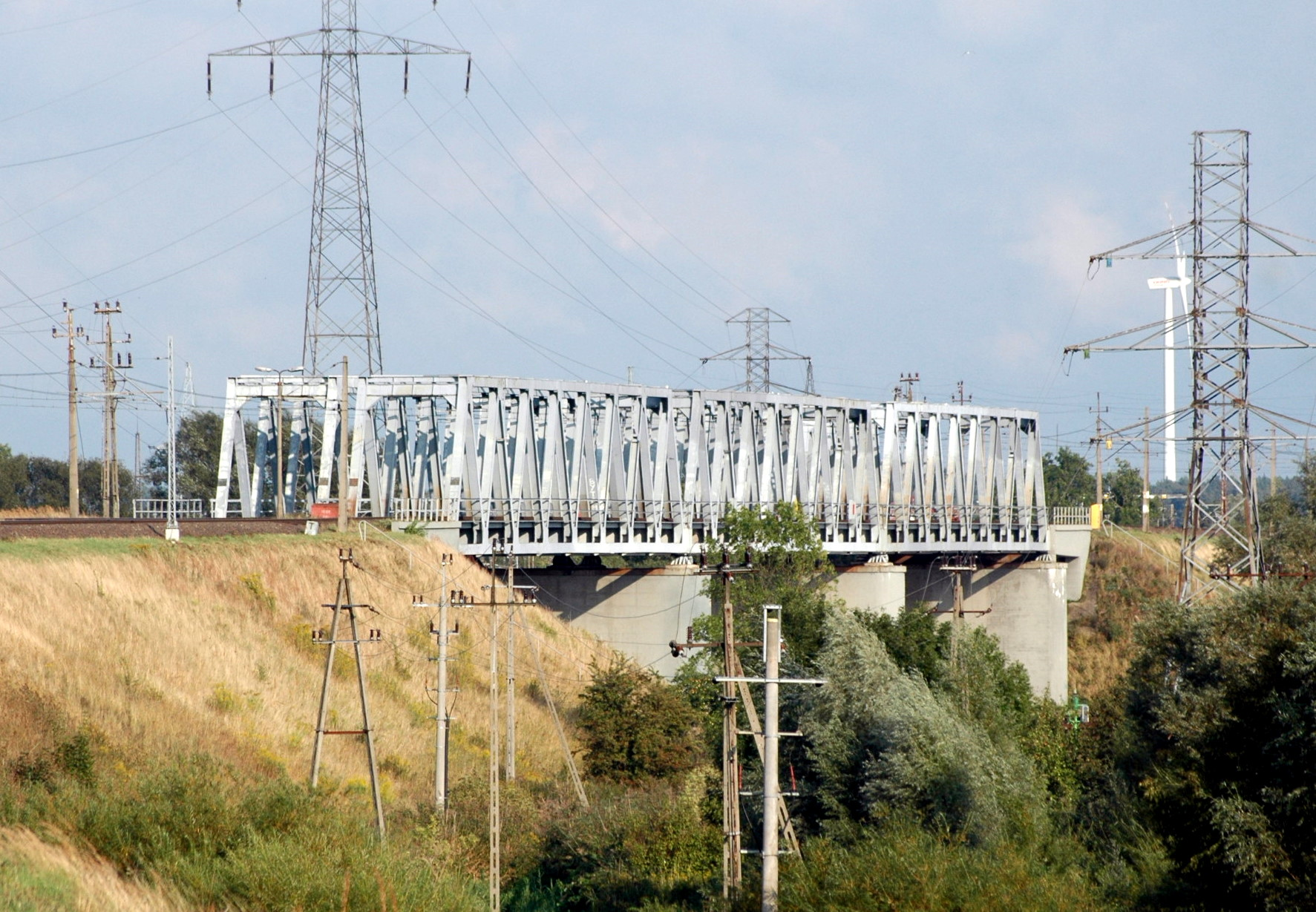
Spoorwegbrug bij Wolin

Spoorlijn 401 is een spoorlijn in Polen tussen station Szczecin Dąbie en station Świnoujście Port in West-Pommeren. De spoorlijn heeft een lengte van 100 km.

## Traject
- 0,000 Szczecin Dąbie
- 1,996 Szczecin Dąbie SDC
- 2,320 Szczecin Dąbie Osiedle (voormalig)
- ? Szczecin Trzebusz
- 6,642 Szczecin Załom
- 11,236 Kliniska
- 14,960 Rurka
- ? Goleniowski Park Przemysłowy
- 22,972 Goleniów
- 29,167 Białuń
- 33,299 Grzybnica (voormalig)
- 37,734 Łożnica
- 46,245 Rokita
- 53,174 Wysoka Kamieńska
- 59,378 Parłówko
- 61,461 Troszyn
- 66,604 Recław
- 68,729 Wolin Pomorski
- 72,421 Mokrzyca Wielka
- 72,710 Mokrzyca Wielka
- 76,698 Ładzin
- 79,740 Warnowo
- Woliński PN
- 85,623 Międzyzdroje
- 88,518 Lubiewo
- Łunowo (voormalig)
- 94,464 Świnoujście Przytór
- 97,828 Świnoujście Odra
- 99,398 Świnoujście
- 99,971 Świnoujście Port